# 1592년
1592년은 수요일로 시작하는 윤년이며, 이 해는 임진왜란이 발생한 해이다.

## 연호
- 명(明) 만력(萬曆) 20년
- 일본(日本) 덴쇼(天正) 20년 / 분로쿠(文禄) 원년
- 후 레 왕조(後黎朝) 꽝흥(光興) 15년
- 막 왕조(莫朝) 홍닌(洪寧) 2년 / 부안(武安) 원년 / 바오딘(寶定) 원년

## 기년
- 류큐(琉球) 쇼네이왕(尚寧王) 4년
- 명(明) 신종 만력제(神宗 萬曆帝) 20년
- 조선(朝鮮) 선조(宣祖) 25년
- 후 레 왕조(後黎朝) 세종(世宗) 20년
- 막 왕조(莫朝) 막머우헙(莫茂洽) 28년

## 사건

### 임진왜란
- 5월 23일 (음력 4월 13일) - [오후5시] 임진왜란 발발.
- 5월 25일 - 동래성 전투 : 왜장 고니시가 이끈 왜군이 송상현이 지킨 동래성을 공격하다.
- 6월 1일 - 곽재우, 의령군에서 의병 일으킴.
- 6월 4일 - 상주 전투 발발.
- 6월 7일 - 탄금대 전투 발발.
- 6월 9일 - 조선 제14대 왕 선조가 일본의 침략으로 개성으로 피난.
- 6월 16일 - 옥포 해전 발발.
- 8월 14일 - 한산도 앞바다에서 조선 수군이 일본 수군을 크게 무찌르다. 임진왜란의 3대 대첩 중 하나인 한산도대첩으로 기록되다.
- 8월 15일(陰 7월 9일) ~ 8월 16일(陰 7월 10일) - 제1차 금산 전투 발발.
- 8월 16일 - 안골포 해전, 우척현 전투 발발.
- 9월 6일 - 청주 전투 발발.
- 9월 23일 - 제2차 금산 전투 발발.
- 9월 30일 - 영원산성 전투 발발.
- 10월 5일 - 부산포 해전 발발
- 10월 20일 - 북관대첩 발발.
- 11월 18일 - 진주성에서 조선 관군과 의병들이 합쳐 일본군을 패주시키다. 임진왜란 3대 대첩 중 하나인 진주대첩으로 기록되다.

## 탄생
- 1월 5일: 무굴 제국 황제 샤 자한
- 11월 28일: 청나라 2대 황제 홍타이지(숭덕제)

## 사망
- 4월 14일(음력 3월 3일) - 명종과 인순왕후의 며느리, 순회세자의 부인 공회빈 윤씨.
- 5월 23일(음력 4월 13일) - 조선의 이조판서-찬성 송상현.
- 8월 15일(陰 7월 9일) ~ 8월 16일(陰 7월10일) - 제1차 금산 전투 - 초토사 증 판서(招討使 贈 判書) 고경명(高敬命), 남평 의병장(南平 義兵將) 최응룡(崔應龍) 순절(殉節).
- 8월 24일 - 조선의 의병장 이덕남.
- 10월 5일(음력 9월 1일) - 조선 수군 돌격장 녹도만호 정운.
- 11월 21일(음력 10월) - 조선의 장수 충무공 김시민.
- 동국 18현 문열공 조헌.
- 영규
- 정발 – 부산진첨절제사